# Knivsta gamla kyrka

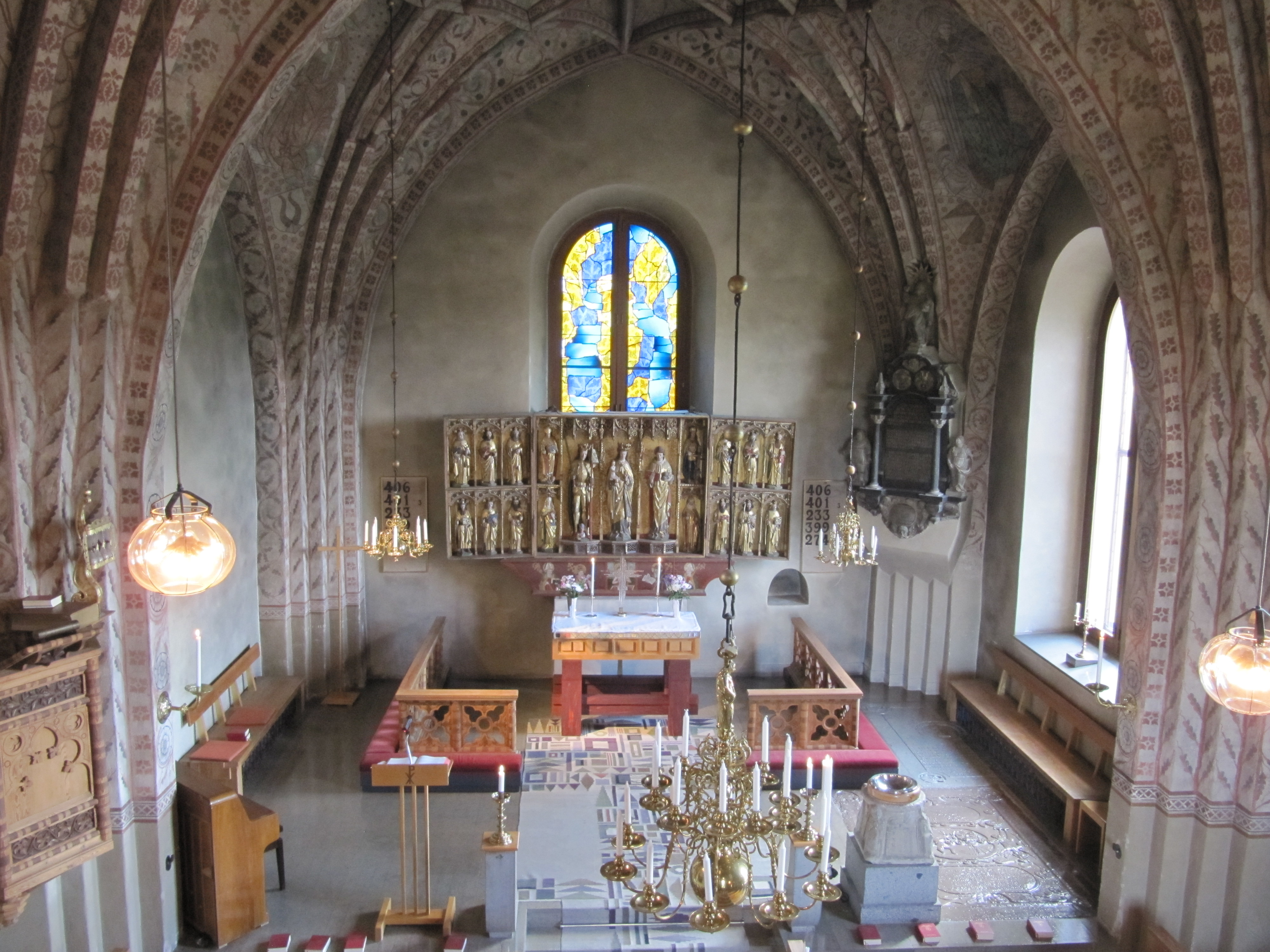
Kyrkorum

Knivsta gamla kyrka, även Sankt Stefanskyrkan, är en kyrkobyggnad i Knivsta socken i Uppsala stift. Den är församlingskyrka i Knivsta församling i Knivsta pastorat. En skadad runsten (U470) med ett kors står uppställd på stenmuren.

## Kyrkobyggnaden
Knivsta gamla kyrka uppfördes omkring år 1300 och kan ha varit färdig till ärkebiskop Nils Allessons visitation år 1303. Vid invigningen helgades kyrkan åt den helige Stefan. Man tror att det redan på 1200-talet fanns en liten stenkyrka i romansk stil på platsen och vars stenar användes till nuvarande kyrkans norra mur. Kyrkan är en salkyrka i gotisk stil byggd av gråsten med tegelornamentering på gavlarna, runt fönstren och vid ingångarna. Sydportalen är gjord i nordtysk stil i rött och svart formtegel med målade reliefer ovanför porten. Kyrkobyggnaden består av långhus med rakt avslutat kor i öster, sakristia norr om koret och vapenhus vid långhusets sydvästra sida. Alla byggnadsdelar täcks av spånklädda sadeltak. Sakristian är kyrkans äldsta byggnadsdel och hörde troligen till föregående kyrka. Vid mitten av 1400-talet försågs innertaket med tegelvalv. Nävalvet längst i öster är annars endast känt från Kimito och några till kyrkor i Finland. Vid slutet av samma århundrade byggdes vapenhuset. Kalkmålningar tillkom på 1460-talet och hör stilmässigt till Tierpskolan. På 1770-talet togs de stora rundbågiga fönstren upp. Vid en restaurering 1892 efter ritningar av Gustaf Pettersson framtogs och restaurerades kalkmålningarna och inredningen ersattes med en ny i ett medeltidsinspirerat formspråk. Harald Thafvelins restaurering 1958-1961 avlägsnade delar av 1890-talets tillägg och införde ny bänkinredning i furu, sammanfogad utan spik. Korfönstrets glasmålning som tillkom 1980 är komponerad av Jochem Poensgen, Düsseldorf.
På en kulle strax norr om kyrkan finns en klockstapel uppförd 1756 av byggmästaren Per Persson Holm. Stapeln är byggd av furutimmer och har varit brädklädd ända från begynnelsen. Två stora kyrkklockor är gjutna år 1814 av Gerhard Horner i Stockholm. Prästklockan är skänkt till församlingen år 1756 och är gjuten hos Johan Fahlsten i Stockholm.

## Inventarier
- En 1300-talsskulptur av Sankt Stefan som tillhör kyrkan finns nu på Historiska museet i Stockholm. En kopia från 1960 av Bertil Nyström finns uppställd längst ner i kyrkan, till höger om dörren.
- Ett rökelsekar är från 1300-talet.
- Dopfunten från omkring år 1200 är gjord i sandsten av den gotländska mästaren Sighraf och stod förmodligen redan i den första kyrkan. Idag återstår dock bara foten av den ursprungliga dopfunten.
- Altarskåpet framme vid korfönstret är ett svenskt arbete från omkring år 1500. Skåpet är till typen ett Lübeck-skåp med fast mittparti och två flyglar. Restaureringar genomförts år 1949 av konservator Alf Nilsson och år 1982 av konservator Elkea Tångeberg.
- Predikstolen i nygotisk stil av trä med liknande svarvade detaljer som i läktaren och altarringen är tillverkad år 1892.
- Tre malmkronor är från 1600-talet.

### Orgel
- 1808 byggde Pehr Strand, Stockholm en orgel med 8 stämmor.
- 1892 byggde P L Åkerman & Lunds orgelfabrik, Stockholm en orgel. Orgeln byggdes om 1906 av Åkerman & Lunds Orgelfabriks AB, Sundbybergs köping.
- Den nuvarande orgeln byggdes 1960 av Åkerman & Lunds Nya Orgelfabriks AB, Knivsta. Orgeln är mekanisk med slejflådor och har ett tonomfång på 54/30. Fasaden är från 1892 års orgel.

| Huvudverk I     | Bröstverk II   | Pedal            | Koppel |
| Rörflöjt 8´     | Gedackt 8´     | Subbas 16´       | I/P    |
| Principal 4´    | Koppelflöjt 4´ | Gedacktpommer 8´ | II/P   |
| Gedacktflöjt 4' | Principal 2'   | Oktava 4'        | II/I   |
| Waldflöjt 2'    | Nasat 1 1⁄3'   | Nachthorn 2'     |        |
| Sesquialtera II | Cymbel II      |                  |        |
| Mixtur III-IV   | Regal 8'       |                  |        |
|                 | Tremulant      |                  |        |

## Bildgalleri

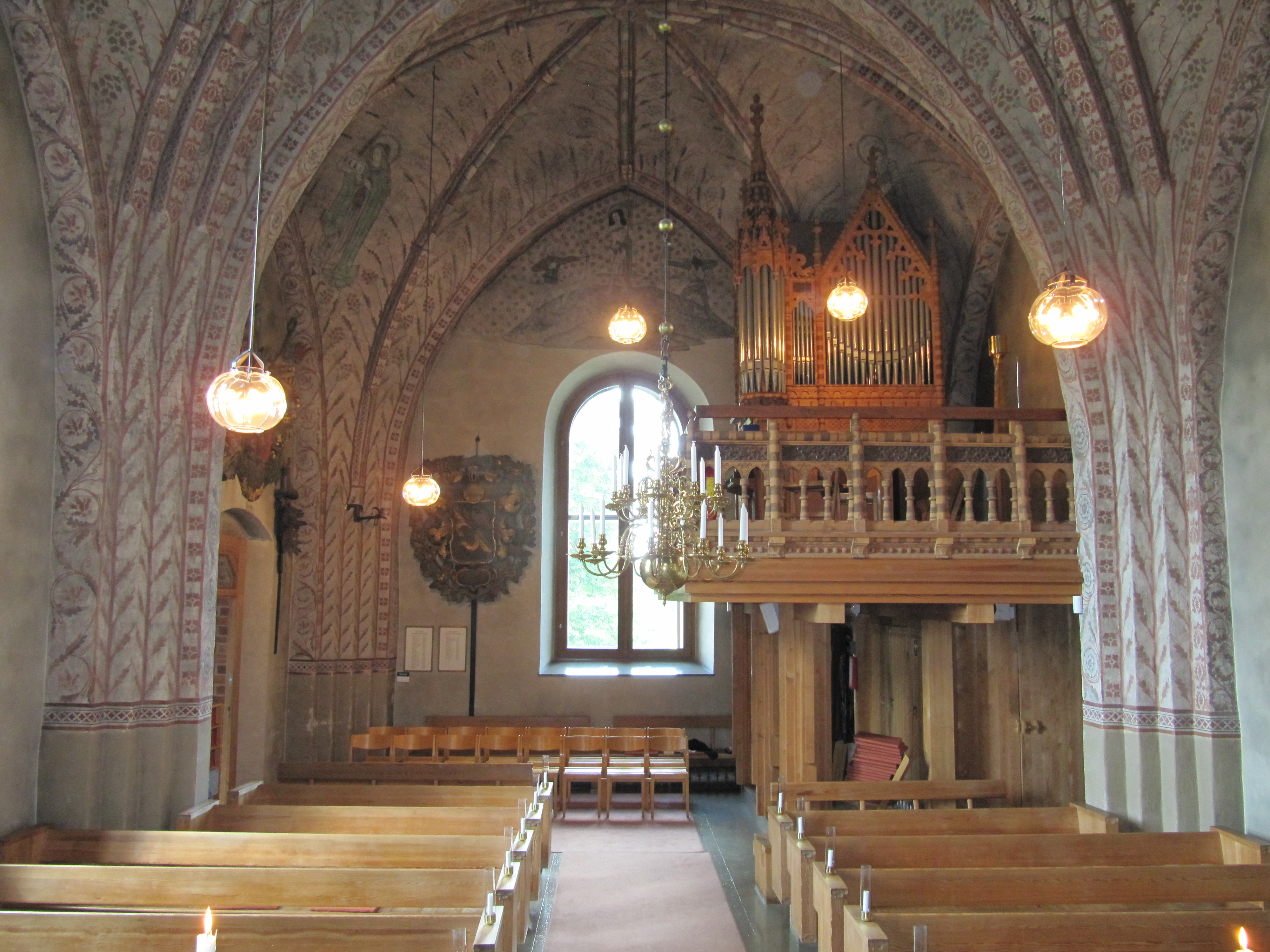
Kyrkorum mot orgelläktare
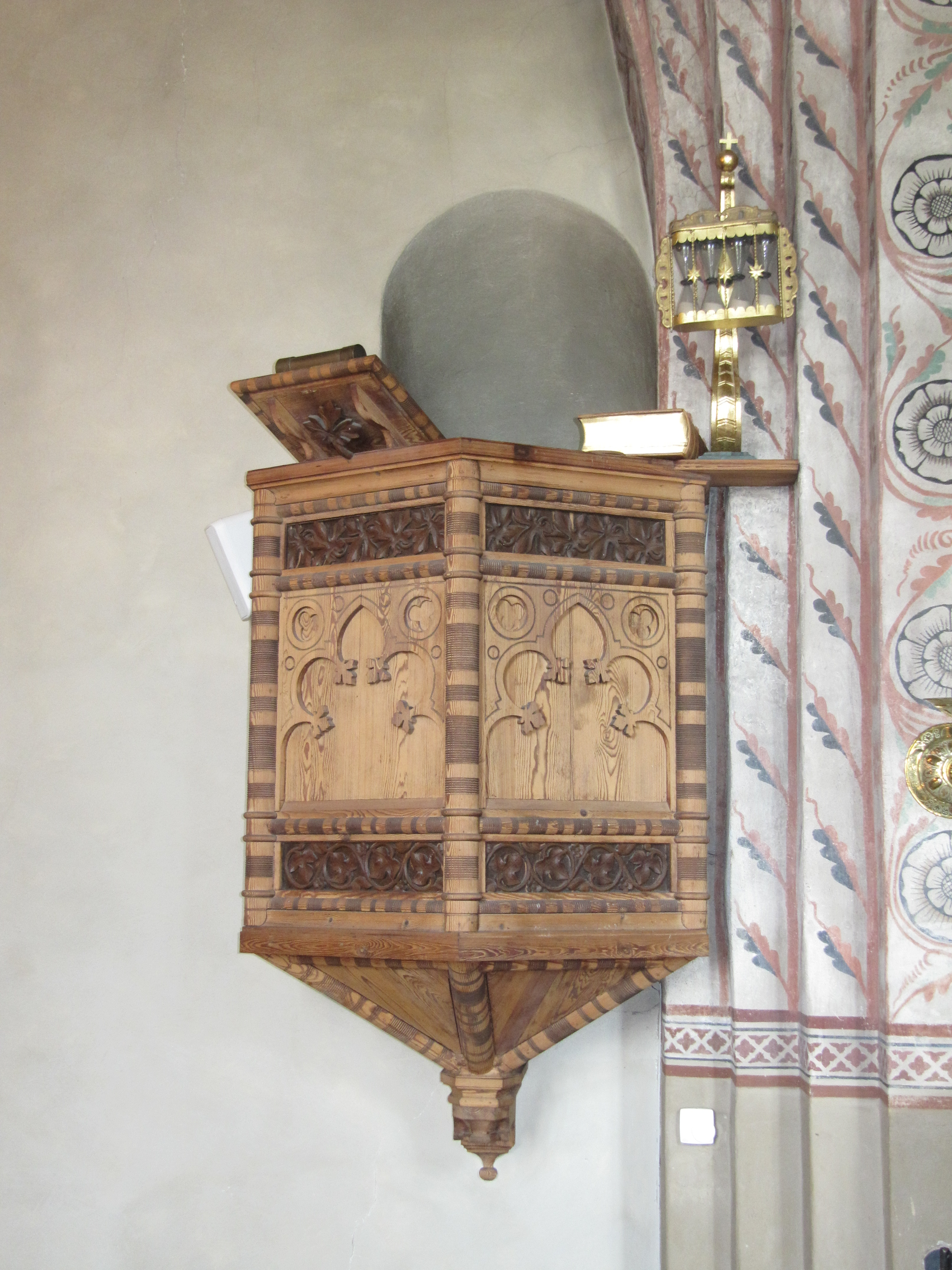
Predikstol
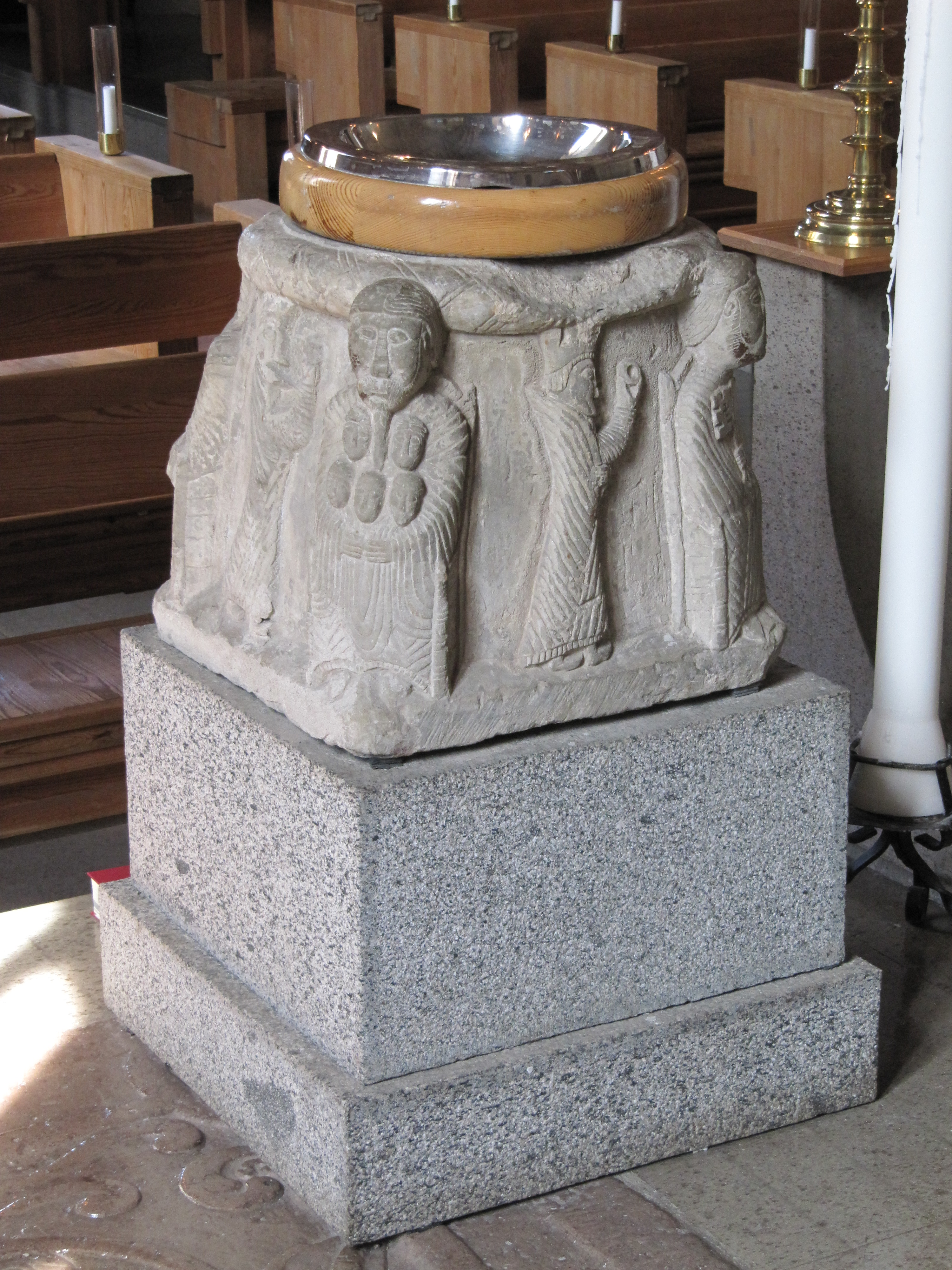
Dopfunt
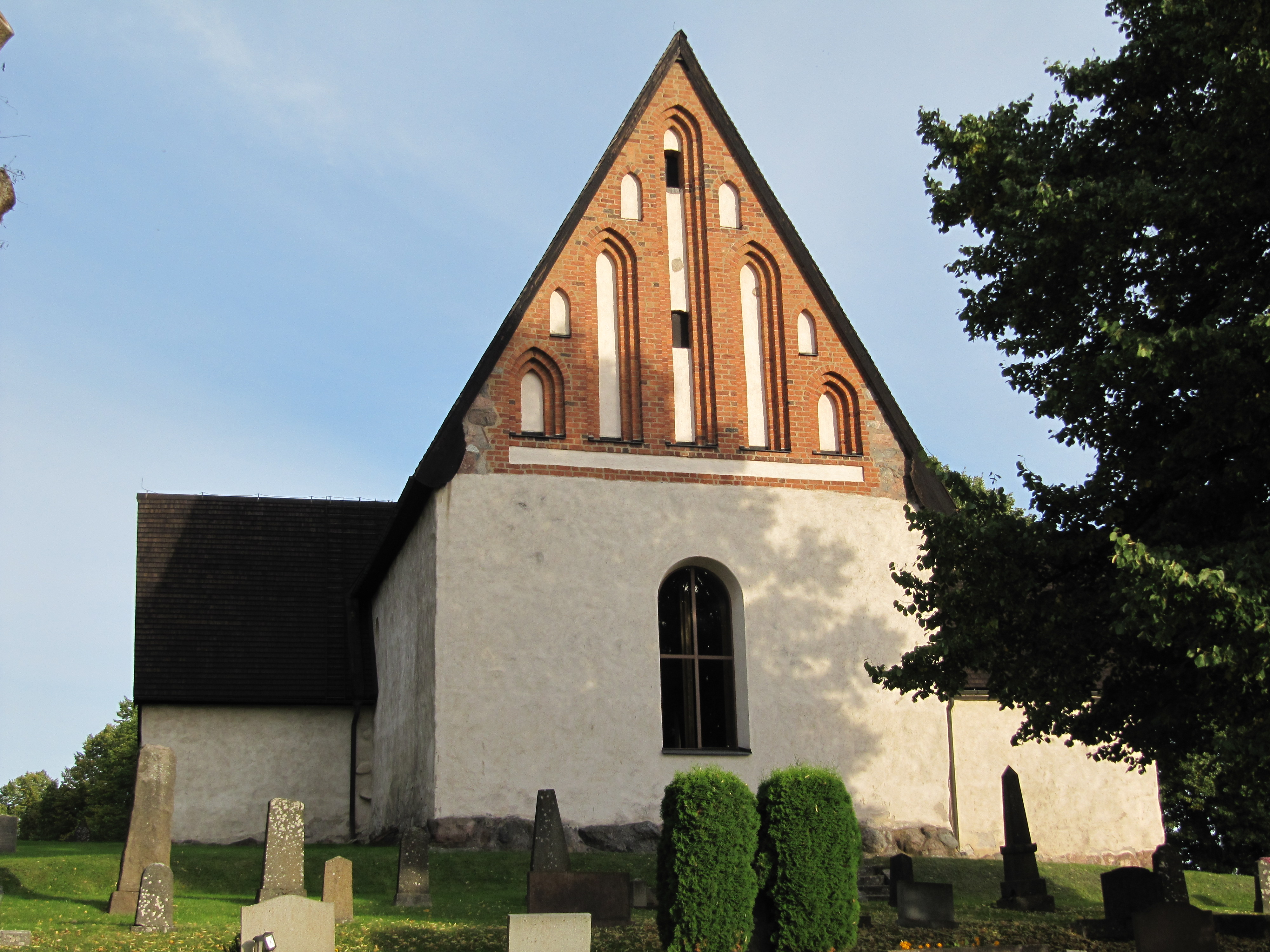
Kyrkan från västra sidan
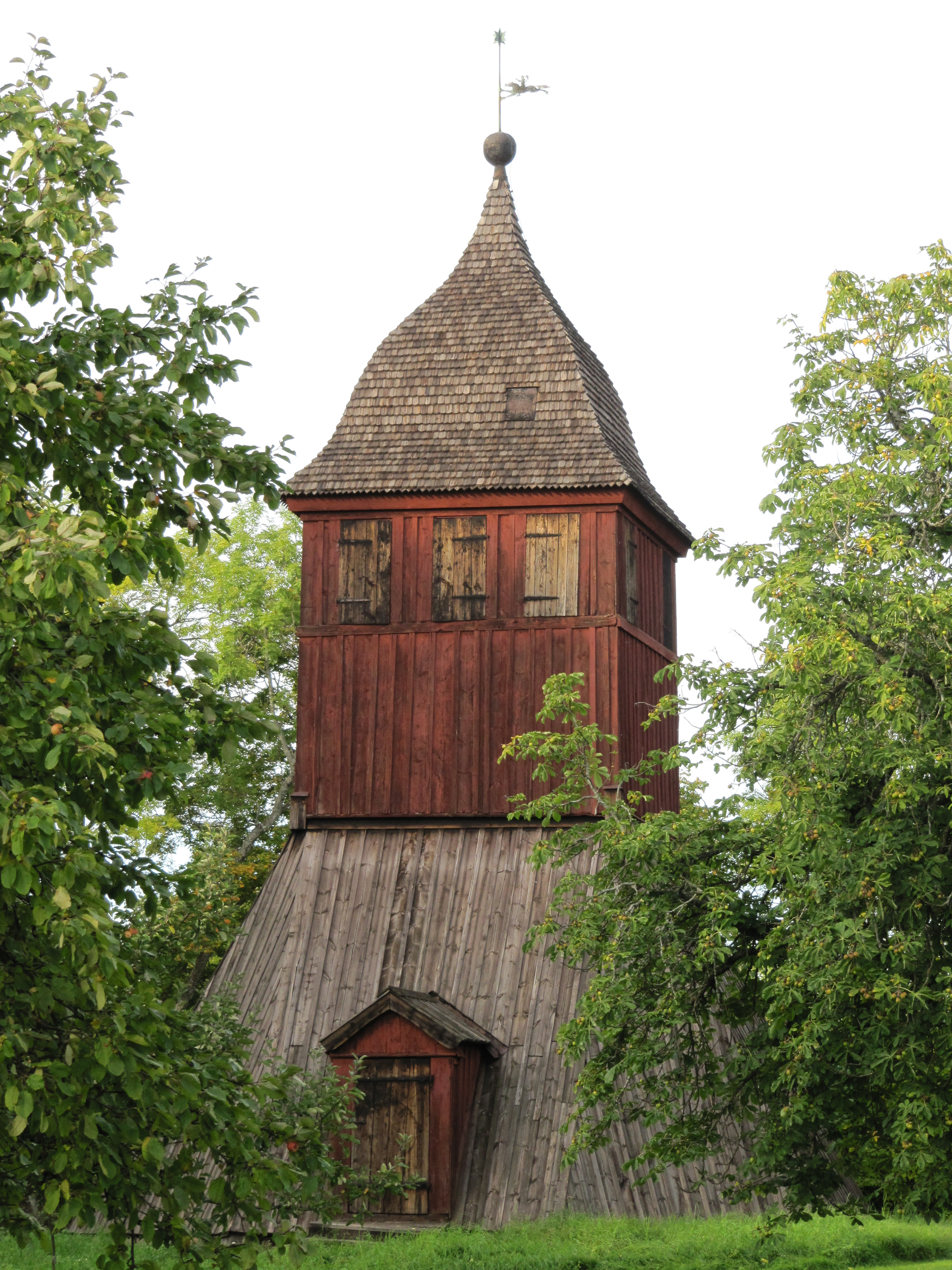
Klockstapel

### Webbkällor
- anläggningspresentation
- byggnadspresentation